# 溫思羅普 (緬因州普查規定居民點)
溫思羅普（英語：Winthrop）是位於美國緬因州肯納貝克縣的一個普查規定居民點。

## 人口
根據2020年美國人口普查的數據，溫思羅普的面積為18.64平方千米，當中陸地面積為14.32平方千米，而水域面積為4.32平方千米。當地共有人口2666人，而人口密度為每平方千米143.03人。